# Acarajé

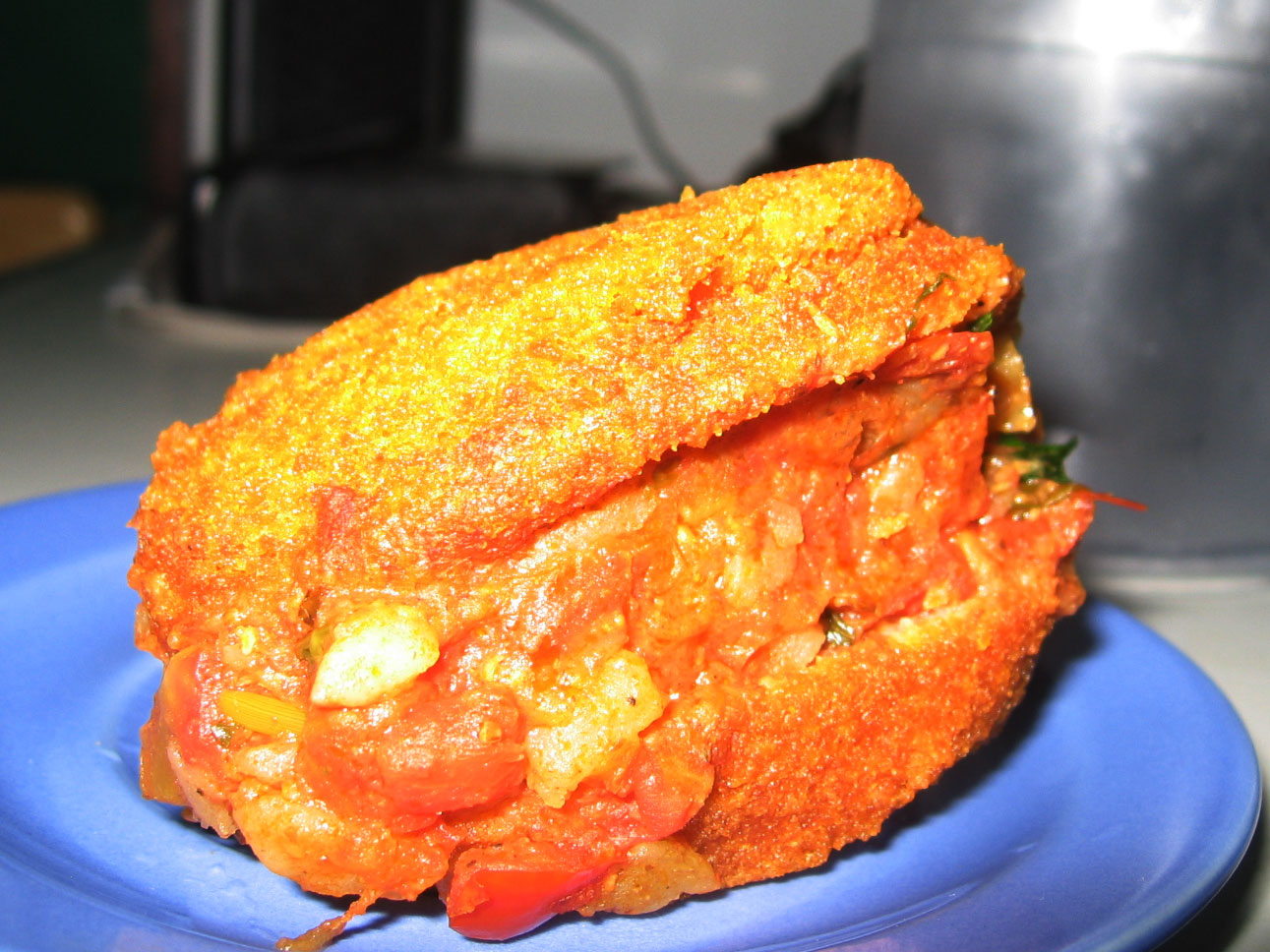
Acarajé plněné omáčkou vatapá

Acarajé (též akara, portugalská výslovnost  [akaɾaˈʒɛ]) je pokrm, jehož základem jsou fazole, česnek, zázvor a sůl. Z této hmoty se poté vytvoří kuličky, které se fritují (obvykle v palmovém oleji). Tento pokrm původně pochází z nigerijské kuchyně, ale spolu s africkými otroky se dostal také do Brazílie, nejrozšířenější je pak v severovýchodní části Brazílie (acarajé je specialitou brazilského státu Bahia). Kromě brazilské a nigerijské kuchyně se lze s acarajé setkat v několika dalších zemích západní Afriky, například v Beninu nebo v Sierra Leone. Obvykle se podává jako pouliční jídlo.
Acarajé hraje také roli v brazilském náboženství Kandomble.
V Brazílii se acarajé obvykle podává s pikantní omáčkou vatapá, která se skládá z kokosového mléka, chilli a krevet. V Africe se acarajé podává samotné, bez žádných omáček.

## Název
- Název akara se používá v Africe, pochází z jorubského slova àkàrà, které označuje chléb.
- Portugalský název acarajé se používá v Brazílii a vychází ze slovního spojení akara je, které znamená jíst akaru.
- V hauštině se acarajé označuje jako kosai.